# 湞江区
湞江区（ていこうく）は中華人民共和国広東省韶関市に位置する市轄区。

## 行政区画
3街道、5鎮、2弁事処を管轄する
- 街道
  - 東河街道、車站街道、風采街道
- 鎮
  - 新韶鎮、楽園鎮、十里亭鎮、犁市鎮、花坪鎮
- 弁事処
  - 曲仁弁事処、田螺沖弁事処